# Нова Кубань
Нова́ Куба́нь — село в Україні, у Борозенській сільській громаді Бериславського району Херсонської області. Населення становить 525 осіб.

## Населення

### Мовний склад
Рідна мова населення за даними перепису 2001 року:
| Мова       | Чисельність, осіб | Доля     |
| ---------- | ----------------- | -------- |
| Українська | 492               | 93,71 %  |
| Російська  | 17                | 3,24 %   |
| Молдовська | 16                | 3,05 %   |
| Разом      | 525               | 100,00 % |

## Історія
12 червня 2020 року, відповідно до Розпорядження Кабінету Міністрів України від № 726-р «Про визначення адміністративних центрів та затвердження територій територіальних громад Херсонської області», увійшло до складу  Борозенської сільської громади.
19 липня 2020 року, в результаті адміністративно-територіальної реформи та ліквідації  Великоолександрівського району увійшло до складу Бериславського району.

## Постаті
Божонок Микола Андрійович (08 грудня 1926, с.Нова Кубань — 15 лютого 1945, концентраційний табір Бухенвальд) — учасник Руху опору серед остарбайтерів, в'язень концентраційних таборів Бухенвальд та Дора-Міттельбау.